# Estádio Olímpico de Kiev
O Complexo Desportivo Nacional Olímpico (em ucraniano: Національний спортивний комплекс "Олімпійський", Natsional’nyy sportyvnyi kompleks "Olimpiys'kyy") é um estádio localizado em Kiev, na Ucrânia. A ideia de construção do estádio surgiu em 1914, mas foi abandonada devido a Primeira Guerra Mundial e com a Revolução Russa. Com o nascimento da União Soviética o projeto do Estádio Vermelho foi construído e inaugurado em 12 de Agosto de 1923.
O estádio sofreu ampliações e em 22 de junho de 1941, quando seria reinaugurado com 50 mil lugares e com o nome de Khrushchov Respublikanskiy, foi fortemente bombardeado pela Luftwaffe. A cerimônia de inauguração não foi cancelada, porém interrompida. Após a vitória os Aliados na Segunda Guerra Mundial, o estádio foi reconstruído e a continuação da cerimônia de inauguração (com os ingressos de 1941 válidos) ocorreu em 1948.
O estádio foi rebatizado em 1953 como Nikita Khrushchev, em homenagem ao líder soviético. A capacidade do estádio chegou a 100.000 torcedores nos anos 60. Foi renovado em 1978, visando os Jogos Olímpicos de Verão de 1980. Sediou algumas partidas de futebol do torneio que teve a final em Moscou. Depois da independência da Ucrânia, em 1991, o estádio ganhou o nome atual, mas ainda é conhecido como Tsentralny (Central) ou Respublykanskyi stadion (Estádio da República), devido a estação de metrô próxima ao estádio.
Em 1997-1999, visando atender as normas de segurança da FIFA, teve sua capacidade reduzida para 83.450 lugares. É usado especialmente pelo Dinamo de Kiev e pela Seleção Ucraniana de Futebol. Em 18 de abril de 2007, Polônia e Ucrânia foram escolhidas para sediar a Eurocopa de 2012, sendo o Estádio Olímpico de Kiev o palco da final. Sediou a Final da Liga dos Campeões da UEFA de 2017–18 no dia 26 de Maio de 2018.

## Eurocopa 2012
Recebeu cinco partidas da Eurocopa 2012.
| Data        | 1ª equipe  | Placar    | 2ª equipe | Fase             | Público |
| ----------- | ---------- | --------- | --------- | ---------------- | ------- |
| 11 de junho | Ucrânia    | 2–1       | Suécia    | Grupo D          | 64,290  |
| 15 de junho | Inglaterra | 3–2       | Suécia    | Grupo D          | 64,640  |
| 19 de junho | França     | 0–2       | Suécia    | Grupo D          | 63,010  |
| 24 de junho | Inglaterra | 0–0 (2–4) | Itália    | Quartas-de-final | 64,340  |
| 01 de julho | Espanha    | 4-0       | Itália    | Final            | 63,170  |